# Angiopteris somae
Angiopteris somae là một loài dương xỉ trong họ Marattiaceae. Loài này được Hayata Makino & Nemoto mô tả khoa học đầu tiên năm 1925.